# نومبريفيا
بلدية نومبريفيا (بالإسبانية: Nombrevilla) هي بلدية تقع في مقاطعة سرقسطة التابعة لمنطقة أراغون شمال شرق إسبانيا.

## الديموغرافيا
بلغ عدد سكان بلدية نومبريفيا 38 نسمة عام 2011 (وفقاً للمعهد الوطني الإسباني للإحصاء).
| 33 | 35 | 64 | 46 | 39 | 36 | 38 |